# Yuehu
Yuehu léase Yué-Jú (en chino:月湖区, pinyin:Yuèhú qu, lit:lago luna) es un distrito urbano bajo la administración directa de la ciudad-prefectura de Yingtan. La ciudad yace al sureste del Lago Poyang donde es bañada por uno de sus ríos, el Xin (信江) que discurre desde las Montaña Huaiyu (武夷山) de la provincia de Jiangxi, República Popular China. Su área total es de 137 km² (42% bosques) y su población para 2017 fue de 230 000 habitantes.
Políticamente se ubica en un enclave entre el Distrito Yujiang y el Condado Guixi ,  siendo la sede del Comité regional de Yingtan y del gobierno local del Partido Comunista de China. Como capital regional, Yuehu es el centro político, económico, comercial, cultural, científico, educativo y de transporte de la ciudad-prefectura.

## Administración
Desde finales de 2017 Yuehu se divide en 6 pueblos que se administran en 1 poblado y 5 subdistritos;
- Poblado Tongjia (童家镇)
- Subdistrito Jiāngbiān (江边街道)
- Subdistrito Jiāotōng (交通街道)
- Subdistrito Donghu (东湖街道)
- Subdistrito Meiyuan (梅园街道)
- Subdistrito Siqīng (四青街道)

## Geografía
El distrito de Yuehu es una zona montañosa baja con una pendiente de sureste a noroeste. La parte sur de la montaña Yubao es el punto más alto de la región, con una elevación de 144.2 metros y el punto más bajo es una depresión que llega a los 23 m s. n. m. 34 metros sobre el nivel del mar es la elevación en la zona urbana.

## Clima
El distrito de Yuehu pertenece a la zona climática de los monzones, cálidos y húmedos, subtropical medio. Tiene cuatro estaciones distintas, temperatura alta, sol abundante, lluvias abundantes y un largo período sin heladas. La división general es a mediados y finales de marzo. La temperatura promedio diaria es estable hasta los 10 °C hasta finales de mayo. Alrededor de 67 días; desde finales de mayo, la temperatura diaria promedio es estable hasta los 22 °C hasta finales de septiembre, que es de aproximadamente 122 días; desde finales de septiembre, la temperatura media diaria es estable por debajo de los 22 °C hasta finales de noviembre, la temperatura promedio diaria es estable por debajo de 10 °C hasta mediados de marzo del segundo año en invierno, aproximadamente 114 días. La radiación solar anual por centímetro cuadrado de energía luminosa es de aproximadamente 108.5 kcal. El promedio anual de horas de sol es de 1868.5 horas.
| Parámetros climáticos promedio de Yuehu (1981－2010) | Parámetros climáticos promedio de Yuehu (1981－2010) | Parámetros climáticos promedio de Yuehu (1981－2010) | Parámetros climáticos promedio de Yuehu (1981－2010) | Parámetros climáticos promedio de Yuehu (1981－2010) | Parámetros climáticos promedio de Yuehu (1981－2010) | Parámetros climáticos promedio de Yuehu (1981－2010) | Parámetros climáticos promedio de Yuehu (1981－2010) | Parámetros climáticos promedio de Yuehu (1981－2010) | Parámetros climáticos promedio de Yuehu (1981－2010) | Parámetros climáticos promedio de Yuehu (1981－2010) | Parámetros climáticos promedio de Yuehu (1981－2010) | Parámetros climáticos promedio de Yuehu (1981－2010) | Parámetros climáticos promedio de Yuehu (1981－2010) |
| Mes                                                  | Ene.                                                 | Feb.                                                 | Mar.                                                 | Abr.                                                 | May.                                                 | Jun.                                                 | Jul.                                                 | Ago.                                                 | Sep.                                                 | Oct.                                                 | Nov.                                                 | Dic.                                                 | Anual                                                |
| ---------------------------------------------------- | ---------------------------------------------------- | ---------------------------------------------------- | ---------------------------------------------------- | ---------------------------------------------------- | ---------------------------------------------------- | ---------------------------------------------------- | ---------------------------------------------------- | ---------------------------------------------------- | ---------------------------------------------------- | ---------------------------------------------------- | ---------------------------------------------------- | ---------------------------------------------------- | ---------------------------------------------------- |
| Temp. máx. abs. (°C)                                 | 25.1                                                 | 30.1                                                 | 34.8                                                 | 35.3                                                 | 36.5                                                 | 38.1                                                 | 40.1                                                 | 40.1                                                 | 38.1                                                 | 37.6                                                 | 32.8                                                 | 24.3                                                 | '                                                    |
| Temp. máx. media (°C)                                | 9.9                                                  | 12.6                                                 | 16.7                                                 | 23.3                                                 | 28.2                                                 | 30.7                                                 | 35.0                                                 | 34.2                                                 | 30.6                                                 | 25.3                                                 | 18.8                                                 | 12.7                                                 | 23.2                                                 |
| Temp. media (°C)                                     | 6.1                                                  | 8.6                                                  | 12.3                                                 | 18.5                                                 | 23.4                                                 | 26.3                                                 | 30.1                                                 | 29.3                                                 | 25.8                                                 | 20.4                                                 | 14.1                                                 | 8.0                                                  | 18.6                                                 |
| Temp. mín. media (°C)                                | 3.4                                                  | 5.9                                                  | 9.2                                                  | 15.0                                                 | 19.7                                                 | 23.1                                                 | 26.2                                                 | 25.5                                                 | 22.2                                                 | 16.9                                                 | 10.7                                                 | 4.7                                                  | 15.2                                                 |
| Temp. mín. abs. (°C)                                 | -4.8                                                 | -3.5                                                 | -1.6                                                 | 6.0                                                  | 10.4                                                 | 15.6                                                 | 20.1                                                 | 20.3                                                 | 14.6                                                 | 4.3                                                  | 0.6                                                  | -4.8                                                 | '                                                    |
| Fuente: «中国气象数据网». 国家气象信息中心.          |                                                      |                                                      |                                                      |                                                      |                                                      |                                                      |                                                      |                                                      |                                                      |                                                      |                                                      |                                                      |                                                      |